# Copa São Paulo de Futebol Júnior de 1989
A Copa São Paulo de Futebol Júnior de 1989, foi a 20ª edição da "copinha". Organizada em conjunto, pela FPF e a Secretaria Municipal de Esportes (SEME), a Copa SP aconteceu entre os dias 7 e 18 de Janeiro. 

Nesta edição, o Fluminense, conquistou o pentacampeonato, no Estádio do Pacaembu, vencendo o Juventus, pelo placar de 1 a 0.

## Regulamento
A Competição será disputada em 4 fases: primeira fase, quartas-de-final, semifinal e final. Participaram da primeira fase um total de 16 clubes, divididos em 4 grupos, portanto de A a D.
Na  primeira fase os clubes jogaram entre si, dentro do grupo em turno único, classificando-se para as quartas-de-final, os dois melhores clubes que obtiveram o maior número de pontos ganhos nos respectivos grupos.
Ao término da primeira fase, em eventual igualdade de pontos ganhos entre dois ou mais clubes, aplicou-se, sucessivamente, os seguintes critérios:
- Confronto direto (somente no empate entre dois clubes)
- Maior número de vitórias
- Maior saldo de gols
- Maior número de gols marcados
- Sorteio

Nesta edição, surgiram algumas mudanças quanto ao sistema de pontuação:
- As vitórias passaram a valer 3 pontos
- Os empates passaram a ter disputa de pênaltis, com o vencedor recebendo 2 pontos e o perdedor 1 ponto
- As derrotas continuaram a não somar pontos.

## Equipes participantes
Estas são as 16 equipes que participaram desta edição:
| Estado            | Equipe           |           | Estado                | Equipe |
| ----------------- | ---------------- | --------- | --------------------- | ------ |
| Bahia             | EC Bahia         | São Paulo | SC Corinthians P      |        |
| Goiás             | Goiás EC         | São Paulo | CA Juventus           |        |
| Minas Gerais      | C Atlético-MG    | São Paulo | Nacional AC           |        |
| Paraná            | SE Matsubara     | São Paulo | GE Novorizontino      |        |
| Rio de Janeiro    | Fluminense FC    | São Paulo | SE Palmeiras          |        |
| Rio Grande do Sul | SC Internacional | São Paulo | A Portuguesa D        |        |
| Santa Catarina    | Joinville EC     | São Paulo | São Paulo FC          |        |
| São Paulo         | América FC       | São Paulo | EC XV de Piracicaba N |        |

## Primeira fase

### Grupo A
| Time             | Pts | J | V | E (V/D) | D | GP | GS | SG |
| ---------------- | --- | - | - | ------- | - | -- | -- | -- |
| Atlético Mineiro | 6   | 3 | 1 | 2 (1/1) | 0 | 3  | 2  | +1 |
| Palmeiras        | 6   | 3 | 2 | 0       | 1 | 2  | 1  | +1 |
| GE Novorizontino | 5   | 3 | 1 | 1 (1/0) | 1 | 3  | 2  | +1 |
| Joinville        | 1   | 3 | 0 | 1 (0/1) | 2 | 3  | 6  | -3 |

| 8 de janeiro de 1989 | Palmeiras  | 1 – 0     | Joinville | Estádio do Sesi, Osasco          |
| 10:00 (UTC-2)        | Sidnei 25' | Relatório |           | Árbitro: Marcos Fábio Spiranelli |

| - Palmeiras: Uilton; Luís Fernando, Tonhão, Daniel e Félix; Eduardo, Eraldo (Márcio) e Paulinho; Barbella, Sidnei e Marcelo (Adriano). Técnico: Ettore Marchetti. - Joinville: Michel Schumacher; Ismael (Flávio), Heitor, Beto e Joel; Toninho, Mineiro e Vágner; Marcelo (Bob), Julinho e Gilson. Técnico: Joaquinzinho |

| 8 de janeiro de 1989 | GE Novorizontino | 0 – 0 | Atlético Mineiro | Centro de Treinamento da Barra Funda, São Paulo |
| 10:00 (UTC-2)        |                  |       |                  | Árbitro: Mariuvaldo Silvério                    |

|  |       | Penalidades |
|  | 5 – 4 |             |

| - Novorizontino: Maurício; Renato, Valter, Márcio Santos e Gilton; Luiz Carlos, Carlos Zara (Rogério), Rildo (Renato) e Carlos Alberto; Ferrugem e Flávio. Técnico: Gildásio Barbosa. - Atlético-MG: Assis; Lu, Cléber, Ruyler e Robson; Altivo, Mauro e Wallace; Renatinho (Wando), Cláudio e Jefferson (Nico). Técnico: Toninho Ângelo. |

| 10 de janeiro de 1989 | Palmeiras  | 1 – 0     | GE Novorizontino | Estádio do Sesi, Osasco     |
| 10:00 (UTC-2)         | Sidnei 65' | Relatório |                  | Árbitro: Edmundo Lima Filho |

| - Palmeiras: Uilton; Luís Fernando, Tonhão, Daniel e Marcão; Eduardo (Félix), Eraldo e Paulinho; Barbella , Sidnei e Marcelo. Técnico: Ettore Marchetti. - Novorizontino: Maurício; Márcio Resende, Valter, Márcio Santos e Gilton; Luiz Carlos , Carlos Zara e Carlos Alberto (Genílson); Ferrugem, Flávio e Paraná (Rogério). Técnico: Gildásio Barbosa. |

| 10 de janeiro de 1989 | Atlético Mineiro          | 2 – 2 | Joinville                 | Estádio Nicolau Alayon, São Paulo |
| 10:00 (UTC-2)         | Gol marcado · Gol marcado |       | Gol marcado · Gol marcado |                                   |

|  |       | Penalidades |
|  | 7 – 6 |             |

|  |

| 12 de janeiro de 1989 | Atlético Mineiro | 1 – 0 | Palmeiras | Estádio do Pacaembu, São Paulo  |
| 10:00 (UTC-2)         | Mauro 38'        |       |           | Árbitro: Elzon José Régis Filho |

| - Atlético-MG: Assis; Lu, Arthur, Ruyler e Robson; Altivo, Mauro e Wallace; Renatinho, Cláudio e Wando. Técnico: Toninho Ângelo. - Palmeiras: Uilton; Luís Fernando, Tonhão, Daniel e Marcão; Eduardo (Edu), Eraldo e Paulinho; Lima, Sidnei e Marcelo. Técnico: Ettore Marchetti. |

| 12 de janeiro de 1989 | GE Novorizontino                        | 3 – 1 | Joinville   | Centro de Treinamento da Barra Funda, São Paulo |
| 10:00 (UTC-2)         | Gol marcado · Gol marcado · Gol marcado |       | Gol marcado |                                                 |

|  |

### Grupo B
| Time             | Pts | J | V | E (V/D) | D | GP | GS | SG |
| ---------------- | --- | - | - | ------- | - | -- | -- | -- |
| Fluminense       | 5   | 3 | 1 | 1 (1/0) | 1 | 4  | 4  | 0  |
| Portuguesa       | 5   | 3 | 1 | 1 (1/0) | 1 | 3  | 2  | +1 |
| Nacional-SP      | 4   | 3 | 1 | 1 (0/1) | 1 | 2  | 3  | -1 |
| XV de Piracicaba | 4   | 3 | 1 | 1 (0/1) | 1 | 4  | 4  | 0  |

| 7 de janeiro de 1989 | Fluminense        | 2 – 2 | Nacional-SP                    | Estádio do Pacaembu, São Paulo                                                            |
| 16:00 (UTC-2)        | Gama 22' · Sílvio |       | Cuca 54' · Pedrinho 80' (pen.) | Árbitro: Joaquim Carlos Caetano Auxiliares: Manoel Gil Gomes e Francisco Feitosa Benedito |

|  |       | Penalidades |
|  | 5 – 4 |             |

| - Fluminense: Jefferson; China, Tito, Marcelo Barreto e Cesar Diniz; Carlos André, Gama e Robert; Nilton, Sílvio e Franklin. Técnico: Sebastião Rocha. - Nacional-SP: Marcos; Luiz, Alexandre, Pedrinho e Carlão; Papel, Orlando e Zeomar; Cuca, Maravilha e Celso. Técnico: Tarciso Lima. |

| 8 de janeiro de 1989 | Portuguesa | 1 – 1     | XV de Piracicaba | Estádio do Canindé, São Paulo |
| 10:00 (UTC-2)        | Tino 17'   | Relatório | Alberto 63'      | Árbitro: Carlos Silva         |

|                     |       | Penalidades |  |
| Carlinhos Coi Souza | 3 – 2 | Mauro Darci |  |

| - Portuguesa: Sérgio; Josias, Cléber, Souza e Batata; Coi, Tino (Carlinhos) e Telson; Tico (Maninho), Tiba e Marquinhos. Técnico: Zé Maria. - XV de Piracicaba: Luís Fernando; Mauro, Alberto, Lúcio e Tuiu; Éder (Rogério), Émerson e Telinho ; Hamilton, Reginaldo (Samarone) e Darci. Técnico: Muri. |

| 10 de janeiro de 1989 | Nacional-SP               | 2 – 1 | XV de Piracicaba | Estádio Nicolau Alayon, São Paulo |
| 15:30 (UTC-2)         | Gol marcado · Gol marcado |       | Gol marcado      |                                   |

|  |

| 10 de janeiro de 1989 | Portuguesa | 0 – 1     | Fluminense | Estádio do Canindé, São Paulo                                                 |
| 15:30 (UTC-2)         |            | Relatório | Tito 82'   | Árbitro: José Erasmo de Deus Auxiliares: Valdir de Lima e Márcio Messias Mota |

| - Portuguesa: Sérgio; Josias, Cléber, Baião e Batata; Coi, Tino e Tiba (Tico); Marquinhos, Telson e Carlinhos (Barbosa). Técnico: Zé Maria. - Fluminense: Jefferson; China, Tito, Marcelo Barreto e César Diniz; Carlos André, Marcelo Gomes e Robert; Gama (Nilton), Sílvio e Franklin . Técnico: Sebastião Rocha. |

| 12 de janeiro de 1989 | XV de Piracicaba          | 2 – 1 | Fluminense  | Estádio da Rua Javari, São Paulo                                               |
| 10:00 (UTC-2)         | Gol marcado · Gol marcado |       | Gol marcado | Árbitro: William Ricci Filho Auxiliares: Aparecido Dalti Neves e Garbini Filho |

|  |

| 12 de janeiro de 1989 | Nacional-SP | 0 – 2 | Portuguesa            | Estádio Nicolau Alayon, São Paulo |
| 15:30 (UTC-2)         |             |       | Tico 32' · Telson 75' |                                   |

| - Nacional-SP: Marcos; Luiz, Alexandre, Pedrinho e Carlão; Papel, Adriano e Zeomar (Ludo); Cuca, Maravilha e Celso. Técnico: Tarciso Lima. - Portuguesa: Sérgio; Josias, Cléber, Baião e Batata; Coi, Tino e Banana; Telson, Tico (Marquinhos) e Dener (Maninho ). Técnico: Zé Maria. |

### Grupo C
| Time        | Pts | J | V | E (V/D) | D | GP | GS | SG |
| ----------- | --- | - | - | ------- | - | -- | -- | -- |
| Goiás       | 7   | 3 | 2 | 1 (0/1) | 0 | 4  | 2  | +2 |
| América-SP  | 6   | 3 | 0 | 3 (3/0) | 0 | 3  | 3  | 0  |
| Bahia       | 3   | 3 | 0 | 2 (1/1) | 1 | 2  | 3  | -1 |
| Corinthians | 2   | 3 | 0 | 2 (0/2) | 1 | 3  | 4  | -1 |

| 8 de janeiro de 1989 | América-SP  | 1 – 1 | Bahia       | Estádio da Rua Javari, São Paulo |
| 10:00 (UTC-2)        | Gol marcado |       | Gol marcado |                                  |

|  |       | Penalidades |
|  | 4 – 3 |             |

|  |

| 8 de janeiro de 1989 | Corinthians       | 1 – 2 | Goiás           | Estádio do Sesi, Osasco           |
| 15:30 (UTC-2)        | Luís Fernando 33' |       | Marcelo 37' 46' | Árbitro: Antônio Loudeci Zampieri |

| - Corinthians: Márcio; Joyce, Moretti, Robson e Edu; Vagner, Marcelo (Alexandre) e Luís Fernando; Paulo Sérgio, Fernando (Valmir) e Abelardo. Técnico: Servílio. - Goiás: Adelson; Toquinho, Márcio, Vladimir e Ednílson; Wilson, Carlos Wagner e Ademir (Luizinho); Téo (Mário), Marcelo e Zé Silvestre. Técnico: Matinha. |

| 10 de janeiro de 1989 | Goiás       | 1 – 0 | Bahia | Centro de Treinamento da Barra Funda, São Paulo |
| 10:00 (UTC-2)         | Gol marcado |       |       |                                                 |

|  |

| 10 de janeiro de 1989 | Corinthians      | 1 – 1 | América-SP | Estádio do Sesi, Osasco |
| 15:30 (UTC-2)         | Paulo Sérgio 53' |       | Negão 58'  |                         |

|              |       | Penalidades    |  |
| Valmir Joyce | 5 – 6 | Valdeir Gaspar |  |

| - Corinthians: Márcio; Joyce, Moretti, Robson e Edu; Vagner, Marcelo e Luís Fernando; Paulo Sérgio, Fernando (Valmir) e Abelardo. Técnico: Servílio. - América de Rio Preto: Marcelo; Joy (André), Amaral, Mauro e Ednan; Sérgio, Jacaré (Gaspar) e Valdeir; Negão (Ricardo), Baroli Toninho. Técnico: Marcos Favarini. |

| 12 de janeiro de 1989 | América-SP  | 1 – 1 | Goiás       | Estádio Nicolau Alayon, São Paulo |
| 10:00 (UTC-2)         | Gol marcado |       | Gol marcado |                                   |

|  |       | Penalidades |
|  | 5 – 4 |             |

|  |

| 12 de janeiro de 1989 | Bahia       | 1 – 1 | Corinthians | Estádio do Pacaembu, São Paulo |
| 21:00 (UTC-2)         | Gol marcado |       | Gol marcado |                                |

|  |       | Penalidades |
|  | 4 – 3 |             |

|  |

### Grupo D
| Time          | Pts | J | V | E (V/D) | D | GP | GS | SG |
| ------------- | --- | - | - | ------- | - | -- | -- | -- |
| Juventus-SP   | 6   | 3 | 1 | 2 (1/1) | 0 | 5  | 2  | +3 |
| Internacional | 5   | 3 | 1 | 2 (0/2) | 0 | 4  | 3  | +1 |
| São Paulo     | 5   | 3 | 1 | 1 (1/0) | 1 | 3  | 3  | 0  |
| Matsubara     | 2   | 3 | 0 | 1 (1/0) | 2 | 1  | 5  | -4 |

| 8 de janeiro de 1989 | Internacional                | 2 – 1     | São Paulo | Centro de Treinamento da Barra Funda, São Paulo |
| 15:30 (UTC-2)        | Sandro Pires 11' · Dovar 60' | Relatório | Osmar 69' | Árbitro: Givaldes Pires Roque                   |

| - Internacional: Tiago; Júlio César, Clairton, Eliseu e Carlos; Guedes, Adílio e João Guilherme (Leandro); Caril (Claudiomiro), Sandro Pires e Dovar. Técnico: Abílio dos Reis. - São Paulo: Marcos; Osmar, Rosinei, Nilton e Resende; Sidney, Cafu (Mazinho) e Vaguinho; Marquinhos, Ackson e Esquerdinha. Técnico: Carlinhos Magalhães. |

| 8 de janeiro de 1989 | Juventus-SP                                      | 3 – 0     | Matsubara | Estádio da Rua Javari, São Paulo |
| 15:30 (UTC-2)        | Marquinhos 35' · Luisão 80' · Ricardo Vieira 88' | Relatório |           | Árbitro: Adésio de Oliveira      |

| - Juventus: Luís; Alemão, Émerson, Índio e Fedola; Luisão, Carlinhos e Ricardo Vieira; Marquinhos (Osmar), Ed Wilson (Fernando) e Silva. Técnico: Borracha. - Matsubara: Ronaldo; Jorge Luís, Lamônica, Marcelo e Rauli; Denir, Humberto e Ratinho; Serginho (Fierrô), Célio e Cezar (João Carlos). Técnico: Bolão. |

| 10 de janeiro de 1989 | Internacional | 1 – 1 | Matsubara   | Estádio do Canindé, São Paulo |
| 10:00 (UTC-2)         | Gol marcado   |       | Gol marcado |                               |

|  |       | Penalidades |
|  | 4 – 5 |             |

|  |

| 10 de janeiro de 1989 | São Paulo    | 1 – 1     | Juventus-SP    | Centro de Treinamento da Barra Funda, São Paulo |
| 15:30 (UTC-2)         | Vaguinho 68' | Relatório | Marquinhos 58' | Árbitro: Aparecido Batista dos Reis             |

|  |       | Penalidades |
|  | 6 – 5 |             |

| - São Paulo: Marcos; Osmar, Rosinei, Nilton e Resende; Sidney, Cafu (Mazinho) e Vaguinho; Marquinhos, Ackson e Esquerdinha. Técnico: Carlinhos Magalhães. - Juventus: Luís; Flávio, Émerson, Luís II (Osmar) e Fedola; Índio, Carlinhos e Ricardo Vieira; Marquinhos, Fernando e Silva. Técnico: Borracha. |

| 12 de janeiro de 1989 | São Paulo  | 1 – 0 | Matsubara | Centro de Treinamento da Barra Funda, São Paulo |
| 15:30 (UTC-2)         | Ackson 81' |       |           | Árbitro: Luís Carlos dos Santos                 |

| - São Paulo: Marcos; Osmar, Rosinei, Nilton e Resende; Sidney, Cafu (Pintado) e Vaguinho; Marquinhos (Mazinho), Ackson e Esquerdinha. Técnico: Carlinhos Magalhães. - Matsubara: Ronaldo; Jorge Luís, Lamônica, Marcelo e Antônio César; Jorge, Humberto e Ratinho; João Carlos (Marabá), Célio e Cezar (Fierrô). Técnico: Bolão. |

| 12 de janeiro de 1989 | Juventus-SP       | 1 – 1     | Internacional | Estádio da Rua Javari, São Paulo    |
| 15:40 (UTC-2)         | Ricardo Vieira 2' | Relatório | Adílio 4'     | Árbitro: Arnold Melvin Blankenstein |

|  |       | Penalidades |
|  | 8 – 7 |             |

| - Juventus: Luís; Alemão, Émerson, Índio e Fedola; Luisão, Carlinhos e Ricardo Vieira; Marquinhos, Celso e Silva. Técnico: Borracha. - Internacional: Tiago; Júlio César, Clairton (Sandro Becker), Eliseu e Carlos; Fraga, Adílio e Moreno; Caril (João Guilherme), Sandro Pires e Dovar. Técnico: Abílio dos Reis. |

## Fase final

### Tabela
|  | Quartas de final | Quartas de final  |               |            | Semifinais            | Semifinais     |  |  | Final | Final |
|  |                  |                   |               |            |                       |                |  |  |       |       |
|  |                  |                   |               |            |                       |                |  |  |       |       |
|  |                  |                   |               |            |                       |                |  |  |       |       |
|  | Atlético Mineiro | 0                 |               |            |                       |                |  |  |       |       |
|  | Atlético Mineiro | 0                 |               |            |                       |                |  |  |       |       |
|  | Internacional    | 1                 |               |            |                       |                |  |  |       |       |
|  | Internacional    | 1                 | Internacional | 1          |                       |                |  |  |       |       |
|  |                  |                   | Internacional | 1          |                       |                |  |  |       |       |
|  |                  | Fluminense        | 2             |            |                       |                |  |  |       |       |
|  | Fluminense       | Fluminense        | 2             | 1          |                       |                |  |  |       |       |
|  | Fluminense       |                   |               | 1          |                       |                |  |  |       |       |
|  | América-SP       | 0                 |               |            |                       |                |  |  |       |       |
|  | América-SP       | 0                 | Fluminense    | 1          |                       |                |  |  |       |       |
|  |                  |                   | Fluminense    | 1          |                       |                |  |  |       |       |
|  |                  | Juventus-SP       | 0             |            |                       |                |  |  |       |       |
|  | Goiás            | Juventus-SP       | 0             | 1          |                       |                |  |  |       |       |
|  | Goiás            |                   |               | 1          |                       |                |  |  |       |       |
|  | Portuguesa       | 3                 |               |            |                       |                |  |  |       |       |
|  | Portuguesa       | 3                 | Portuguesa    | 0 (1)      | Terceiro lugar        | Terceiro lugar |  |  |       |       |
|  |                  |                   | Portuguesa    | 0 (1)      | Terceiro lugar        | Terceiro lugar |  |  |       |       |
|  |                  | Juventus-SP (pen) | 0 (3)         |            |                       |                |  |  |       |       |
|  | Juventus-SP      | Juventus-SP (pen) | 0 (3)         | 2          | Internacional (prorr) | 1              |  |  |       |       |
|  | Juventus-SP      |                   |               | 2          | Internacional (prorr) | 1              |  |  |       |       |
|  | Palmeiras        | 1                 |               | Portuguesa | 0                     |                |  |  |       |       |
|  | Palmeiras        | 1                 |               |            | 0                     |                |  |  |       |       |
|  |                  |                   |               |            |                       |                |  |  |       |       |
|  |                  |                   |               |            |                       |                |  |  |       |       |

### Quartas-de-final
| 13 de janeiro de 1989 | Juventus-SP                   | 2 – 1 | Palmeiras    | Estádio da Rua Javari, São Paulo   |
| 15:30 (UTC-2)         | Ed Wilson 3' · Marquinhos 75' |       | Paulinho 31' | Árbitro: Dionísio Roberto Domingos |

| - Juventus: Luís; Alemão, Émerson, Índio e Fedola; Luisão (Fernando), Carlinhos e Ricardo Vieira; Marquinhos, Ed Wilson e Silva. Técnico: Borracha. - Palmeiras: Uilton; Luís Fernando, Tonhão, Daniel e Marcão; Eduardo, Marcinho e Paulinho; Barbella, Sidnei e Marcelo. Técnico: Ettore Marchetti. |

| 13 de janeiro de 1989 | Portuguesa               | 3 – 1 | Goiás       | Estádio do Pacaembu, São Paulo |
| 15:30 (UTC-2)         | Telson 1' · Tino 59' 62' |       | Marcelo 15' | Árbitro: Rodolfo Vitório       |

| - Portuguesa: Sérgio; Josias, Cléber, Baião e Batata; Coi, Tino e Dener; Tico (Marquinhos), Telson e Barbosa. Técnico: Zé Maria. - Goiás: Adelson; Toquinho, Márcio, Vladimir e Ismael; Wilson, Carlos Wagner e Ademir (Luizinho); Téo, Marcelo e Zé Silvestre. Técnico: Matinha. |

| 13 de janeiro de 1989 | Internacional | 1 – 0 | Atlético Mineiro | Estádio Nicolau Alayon, São Paulo |
| 15:30 (UTC-2)         | Caril 34'     |       |                  | Árbitro: João Paulo Araújo        |

| - Internacional: Tiago; Júlio César, Sandro Becker, Eliseu e Carlos; Guedes, Caril (Luiz Rosa) e Adílio (Paulo Silveira); Sandro Pires, João Guilherme e Dovar. Técnico: Abílio dos Reis. - Atlético-MG: Charles; Álvaro, Cléber, Ryuler e Róbson; Altivo, Renato e Wallace; Cláudio, Mário Sérgio e Jefferson (Rutênio). Técnico: Antônio Ângelo Martins. |

| 13 de janeiro de 1989 | Fluminense | 1 – 0     | América-SP | Centro de Treinamento da Barra Funda, São Paulo                                      |
| 15:30 (UTC-2)         | Gama 63'   | Relatório |            | Árbitro: Sergio Correia da Silva Auxiliares: Aparecido Jesus Carlos e Roberto Ideali |

| - Fluminense: Jefferson; China, Tito, Marcelo Barreto e César Diniz; Carlos André, Marcelo Gomes e Robert; Gama, Sílvio e Franklin. Técnico: Sebastião Rocha . - América de Rio Preto: Marcelo; Joy (André), Amaral, Mauro e Ednan; Sérgio, Jacaré (Gaspar) e Valdeir; Negão, Toninho e Joãozinho. Técnico: Marcos Favarini. |

### Semifinal
| 16 de janeiro de 1989 | Fluminense     | 2 – 1 | Internacional     | Estádio do Pacaembu, São Paulo                                              |
| 15:30 (UTC-2)         | Sílvio 59' 81' |       | Júlio César 90+1' | Árbitro: Modesto Salviatto Filho Auxiliares: Wilson Oliveira e Paulo Sérgio |

| - Fluminense: Jefferson; China, Tito, Marcelo Barreto e César Diniz; Marcelo Gomes, Carlos André e Robert; Gama (César), Sílvio e Franklin (Ronaldo). Técnico: Sebastião Rocha. - Internacional: Tiago; Júlio César, Sandro Becker, Eliseu e Carlos; Guedes, Adílio e João Guilherme (Moreno); Caril (Claudiomiro), Sandro Pires e Dovar. Técnico: Abílio dos Reis. |

| 16 de janeiro de 1989 | Portuguesa | 0 – 0 | Juventus-SP | Estádio do Pacaembu, São Paulo |
| 20:45 (UTC-2)         |            |       |             | Árbitro: Dagoberto Teixeira    |

|        |       | Penalidades             |  |
| Josias | 1 – 3 | Marquinhos Alemão Silva |  |

| - Portuguesa: Sérgio; Josias, Cléber, Baião e Batata (Carlinhos); Coi, Tino e Dener; Tico, Telson (Marquinhos) e Barbosa. Técnico: Zé Maria. - Juventus: Luís; Alemão, Émerson, Índio e Fedola; Fernando (Osmar), Carlinhos e Ricardo Vieira; Marquinhos, Ed Wilson (Celso) e Silva. Técnico: Borracha. |

### Disputa do 3° lugar
| 18 de janeiro de 1989 | Internacional              | 1 – 0     | Portuguesa | Estádio do Pacaembu, São Paulo |
| 19:00 (UTC-2)         | Sandro Pires 115' (prorr.) | Relatório |            | Árbitro: Carlos Roberto Silva  |

| - Internacional: Tiago; Cyro, Sandro Becker, Colovini e Carlos ; Guedes, Jerry e Moreno; Luís Fernando, Sandro Pires e Dovar. Técnico: Abílio dos Reis. - Portuguesa: Sérgio; Josias, Souza, Baião e Roman; Coi, Tino e Dener; Tico, Marquinhos (Telson) e Barbosa. Técnico: Zé Maria. |

### Final
| 18 de janeiro de 1989 | Fluminense        | 1 – 0     | Juventus-SP | Estádio do Pacaembu, São Paulo                                                          |
| 21:00 (UTC-2)         | Sílvio 48' (pen.) | Relatório |             | Árbitro: Dionísio Roberto Domingos Auxiliares: Givanildo Pires Rocha e Itlewilde Soares |

| - Fluminense: Jefferson; China, Tito, Marcelo Barreto e Cesar Diniz; Carlos André, Marcelo Gomes e Robert; Gama (Nilton), Sílvio e Franklin. Técnico: Sebastião Rocha. - Juventus: Luís; Alemão, Araújo, Índio e Fedola; Hamburgo (Fernando), Carlinhos e Ricardo Vieira; Marquinhos, Ed Wilson e Silva. Técnico: Borracha. |

## Premiação
| Copa São Paulo de Futebol Júnior de 1989 |
| Rio de Janeiro                           |
| ---------------------------------------- |
| FLUMINENSE Campeão (5º título)           |